# Constitutionen (Schiff, 1826)
Constitutionen (norwegisch für „Verfassung“) war das erste norwegische Dampfschiff. Das Schiff wurde zunächst Dampfartøiet No.1 (Dampfer Nr. 1) genannt.

## Geschichte
Jonas Collett propagierte 1825 den Kauf von zwei Dampfschiffen für den Postverkehr nach Dänemark. Diese wurden am 11. Oktober 1825 per königlichem Erlass bewilligt und bei einer Werft im englischen Dover bestellt. Als die beiden Schiffe Constitutionen und Prinds Carl geliefert wurden, musste die Kaufsumme von 97.000 Speciedaler bezahlt werden. Da dies 5 % der gesamten Einnahmen des Jahres 1825 entsprach, stellte man Jonas Collett vor Gericht. Wegen eines Formfehlers wurde das Verfahren jedoch 1830 eingestellt.
Im Dezember 1826 wurde die Constitutionen in Fredriksvern abgeliefert und wurde ab 17. April 1827 im Postdienst eingesetzt. Sie verkehrte zwischen Christiania und Kristiansand und benötigte zwischen 2½ und 3 Tagen und war somit einen halben Tag schneller als der Transport über Land. Neben Post und Paketen bis 50 kg transportierte man auch Passagiere. Es konnten im Sommer bis zu 200 Passagiere in drei Passagierklassen befördert werden. Für Passagiere der ersten Klasse standen 32 Plätze zur Verfügung. Der Kapitän Christopher Budde und der Steuermann waren beide Offiziere der norwegischen Marine. Von 1826 bis 1829 diente auch der Seekadett Peter Severin Steenstrup auf dem Schiff. Die Prinds Carl, die etwas später den Dienst aufnahm, fuhr von Kopenhagen nach Göteborg. In Fredriksvern, wo beide Schiffe anlegten, bestand die Möglichkeit zum Umstieg.
Als die Constitutionen am 17. Mai 1829 in Christiania anlegte, wurde sie von einer jubelnden Gruppe von Bürgern und Studenten empfangen. Da Feierlichkeiten zum norwegischen Verfassungstag verboten waren, wurden diese unter Einsatz der Kavallerie unterbunden. Diese militärische Aktion ging als Torvslaget in die Geschichte ein. Zwischen dem 29. August und dem 2. Oktober 1853 starben in Kristiansand fünf Personen an Cholera, wobei drei davon Besatzungsmitglieder der Constitutionen waren. Trotzdem wurde das Schiff nicht unter generelle Quarantäne gestellt. Bei einem Brand in Drammen 1866 brannte das Krankenhaus ab. Die Constitutionen wurde deshalb eine kurze Zeit als Ersatzkrankenhaus verwendet.